# Moselle
Moselle ( fransk udtale ?) er et fransk departement i regionen Lorraine. Hovedbyen er Metz, og departementet har 1.023.447 indbyggere (1999).
Departementet har navn efter floden Mosel.

## Administrativ opdeling

### Arrondissementer
- Metz
- Forbach-Boulay-Moselle
- Sarrebourg-Château-Salins
- Sarreguemines
- Thionville